# 普通亞口魚
普通亞口魚（學名：Catostomus plebeius）為輻鰭魚綱鯉形目亞口魚科的其中一種，為溫帶淡水魚，分布於北美洲美國科羅拉多州南部和新墨西哥州的格蘭德河上游流域，向南經太平洋坡流域至墨西哥的杜蘭戈州和薩卡特卡斯州淡水流域，本魚體呈圓柱形，頭部圓鈍，口下位呈吸盤狀，身體的背部和側面呈棕綠色至深棕色，有深色斑點，繁殖中的雄魚會出現鮮紅色的側條紋，腹側部分以淺色和斑駁的顏色突出，形成銀色暗淡的腹部區域，背鰭鰭條8-10枚、胸鰭鰭條14-15枚、臀鰭鰭條8-10枚，胸鰭鈍尖，腹鰭呈橢圓形，尾鰭呈深叉狀，體長可達20公分，棲息在水質清澈、冰冷且流動快速中小型溪流底層水域，通常有岩石或浮木可供遮蔽，以藻類和矽藻為食。 